# Peyrefitte-du-Razès
Peyrefitte-du-Razès är en kommun i departementet Aude i regionen Occitanien  i södra Frankrike. Kommunen ligger  i kantonen Chalabre som ligger i arrondissementet Limoux. År 2022 hade Peyrefitte-du-Razès 54 invånare.

## Befolkningsutveckling
Antalet invånare i kommunen Peyrefitte-du-Razès
Referens: INSEE